# Alan Morton
Alan Lauder Morton (24 d'abril de 1893 - 12 de desembre de 1971) fou un futbolista escocès de la dècada de 1920.
Pel que fa a clubs, defensà els colors de Queen's Park, i Rangers FC. Fou internacional amb la selecció d'Escòcia entre 1920 i 1932, a més de la selecció de la lliga escocesa.

## Palmarès
Lliga escocesa de futbol: (9)
- 1920-21, 1922-23, 1923-24, 1924-25, 1926-27, 1927-28, 1928-29, 1929-30, 1930-31

Copa escocesa de futbol: (3)
- 1927-28, 1929-30, 1931-32

Glasgow Cup: (5)
- 1922-23, 1923-24, 1924-25, 1929-30, 1931-32